# Estructura de la Kriegsmarine
La estructura de la Kriegsmarine refleja el cambiante organigrama de mando de la Armada alemana, que oficialmente cambió el 1 de junio de 1935 su nombre de Reichsmarine a Kriegsmarine.

## Formación 1930–1939

### Estructura de la Reichsmarine en 1930 y 1931
Tras la Primera Guerra Mundial quedó en Berlín el Ministerio de Defensa (Reichswehrministerium) como máximo organismo competente sobre las Fuerzas Armadas (Reichswehr). En el Ministerio, el Mando Naval era el órgano supremo de mando de la Armada (Reichsmarine). A su frente estaba el jefe del Mando Naval (Chef der Marineleitung) al que estaban subordinados (en 1930-1931):
- Mando de la Flota dirigido por el jefe de la flota (Flottenchef)
  - Comandante de Acorazados (Befehlshaber der Linienschiffe, B.d.L.)
  - Comandante de las Fuerzas de Exploración (Befehlshaber der Aufklärungsstreitkräfte, B.d.A.)
- Mando de la Estación Naval del Báltico
  - Defensa costera del Báltico
  - División de Instrucción del Báltico (Schiffsstammdivision der Ostsee, S.D.O.)
  - Inteligencia Naval del Báltico
  - Inspección de Educación (B.I.)
  - Inspección de Torpedos y Minas (T.M.I.)
- Mando de la Estación del Mar del Norte
  - Defensa costera del Mar del Norte
  - División de Instrucción del Mar del Norte (S.D.N.)
  - Inteligencia Naval del Mar del Norte
  - Inspección de Artillería (A.I.)
  - Inspección de Intendencia Naval (D.I.)
- Astillero de la Armada
- Otros servicios

### Cambios hasta el comienzo de la Segunda Guerra Mundial
La Reichsmarine ya había comenzado en enero de 1933 a considerar una nueva organización que afectaría tanto al Mando Naval como a los Mandos a él subordinados. En los años siguientes se probaron y modificaron diversas formas de organización de la dirección de guerra naval. Se buscaba una forma de organización que permitiera manejar fuerzas navales en mares diversos y al mismo tiempo mantener el papel del Jefe de la Flota como mando de las fuerzas pesadas.
El 1 de junio de 1935 las Fuerzas Armadas cambiaron su nombre de Reichswehr por el de Wehrmacht y el ministro de Defensa por el de ministro de la guerra (Reichskriegsminister), recibiendo al mismo tiempo el título de comandante supremo de la Wehrmacht. El Mando Naval pasó a llamarse Mando Supremo de la Armada (Oberkommando der Marine, OKM) y a su frente, integrado en el Ministerio de la Guerra, estaba el Comandante Supremo de la Armada (Oberbefehlshaber der Kriegsmarine, OBdM).
En 1938 comenzó una gran reorganización para prepararse a la inminente guerra. Se suprimió el Ministerio de la Guerra, pasando el mando de las Fuerzas Armadas a Adolf Hitler como comandante supremo de la Wehrmacht, al que estaban subordinados los comandantes supremos de los Ejércitos de Tierra, Aire y Mar (Heer, Luftwaffe, Kriegsmarine).
En la Kriegsmarine se crearon dos Mandos de Grupo Navales (MGK), el del Este (Marinegruppenkommando Ost) en 1938 y el del Oeste (Marinegruppenkommando West) en 1939, competentes respectivamente para el Báltico y el Mar del Norte y sus aguas adyacentes, operando como mandos de zona y jefaturas operativas de las fuerzas de seguridad en sus zonas. El Mando de la Flota permaneció independiente, pero para determinadas operaciones podía subordinarse al MGK del Oeste. A su vez, quedaban a las órdenes del Mando de la Flota las Agrupaciones Pesadas y los Mandos-Tipo (destructores, submarinos, etc).
Dentro del OKM se creó en 1939 un Mando de Guerra Naval (Seekriegsleitung), que no tenía, a diferencia de lo que sucedía en tiempos de la marina imperial, propiamente un jefe, sino solo un jefe de Estado Mayor: Chef des Stabes der Seekriegsleitung (C/Skl).
De esa forma, al comenzar la Segunda Guerra Mundial este era el organigrama de mando de la Kriegsmarine:
- Mando Supremo de la Armada (Oberkommando der Marine, OKM)
  - Mando de Grupo Naval del Este
    - Estación Naval del Báltico
      - Comandante de Seguridad del Báltico

  - Mando de Grupo Naval del Oeste
    - Estación Naval del Mar del Norte
      - Comandante de Seguridad del Mar del Norte

  - Mando de la Flota
    - Comandante de buques blindados (Panzerschiffe)
    - Comandante de las Fuerzas de Exploración
      - Jefe de Torpederos
      - Jefe de Dragaminas

    - Jefe de Submarinos

## Segunda Guerra Mundial

### Cambios entre 1939 y 1941
Tras las conquistas territoriales de los dos primeros años, la organización de la Kriesgmarine se adaptó a la nueva situación. En agosto de 1940 el Mando de Grupo Naval del Oeste se trasladó de Wilhelmshaven a París y asumió la responsabilidad sobre la costa occidental francesa y el Canal de la Mancha. Al mismo tiempo, el Mando de Grupo Naval del Este cambió su nombre por el de Mando de Grupo Naval del Norte y su sede de Kiel a Wilhelmshaven, asumiendo las responsabilidades que antes correspondían a los dos MGK (Este y Oeste). En marzo de 1941 se creó en Sofía el Mando de Grupo Naval del Sur, responsable del Adriático, el Egeo y el Mar Negro. En noviembre de 1941 se estableció en Roma el Mando de Grupo Naval alemán en Italia, que en cuanto a la organización de la tropa dependía de la Estación Naval del Mar del Norte, pero en sus operaciones dependía directamente del Mando de Guerra Naval (Seekriegsleitung).
También hubo cambios en el Mando de la Flota, al ser independientes los U-Boote de las operaciones de superficie. El Jefe de Submarinos, que ya en noviembre de 1939 cambió su nombre por el de Comandante de Submarinos (Befehlshaber der U-Boote), operaba con relativa independencia, subordinando sus operaciones directamente al OKM, aunque disciplinariamente seguía sometido al Mando de la Flota.
Del mando del Jefe de Torpederos se desgajó en noviembre de 1939 el mando del Jefe de Destructores. El Comandante de buques blindados pasó a denominarse en junio de 1941 Comandante de Acorazados. El Comandante de las Fuerzas de Exploración pasó a denominarse en agosto de 1940 Comandante de Cruceros. Este puesto se suprimió en octubre de 1941 y las fuerzas a su cargo quedaron directamente subordinadas al Mando de la Flota.
A fines de 1941 el organigrama de la Kriegsmarine era este:
- Mando Supremo de la Armada (OKM)
  - Mando de la Flota
    - Comandante de Acorazados
    - Comandante de U-Boote
    - Jefe de Torpederos
    - Jefe de Destructores

  - Mando de Grupo Naval del Norte
    - Estación Naval del Báltico
      - Comandante de Seguridad del Báltico
      - Jefe de las Fuerzas Aéreas (General de la Luftwaffe destacado ante el Comandante Supremo de la Kriegsmarine)
      - Almirante de Noruega[A 2]
      - Almirante del Ártico[A 2]

    - Estación Naval del Mar del Norte
      - Comandante de Seguridad del Mar del Norte
      - Comando Naval alemán en Italia
        - Comando Naval del Norte de África
        - Comando Naval de Túnez
        - Jefe de Transporte Naval alemán en Italia

  - Mando de Grupo Naval del Oeste
    - Almirante de Francia[A 2]
      - Comandante de Seguridad del Espacio Occidental

  - Mando de Grupo Naval del Sur
    - Almirante del Egeo[A 2]
    - Almirante del Mar del Norte[A 2]
    - Almirante del Adriático[A 2]

### Ajustes hasta fines de 1943
A fines de enero de 1943, el gran almirante Dönitz fue nombrado nuevo comandante supremo de la Kriegsmarine y el 15 de abril entró en vigor la reorganización que diseñó. La nueva organización tomaba en cuenta las pérdidas sufridas en la Batalla de Stalingrado y el fracaso de la campaña en África del Norte, como consecuencia de las cuales en la primera mitad de 1943 fueron disminuyendo las zonas dominadas por Alemania y sus socios, al aventajarles en todos los escenarios bélicos los Aliados. Esto se reflejó en cambios de estructura en la Kriegsmarine, como la desaparición de los puestos de almirante de África del Norte y de Túnez, al capitular en mayo de 1943 las tropas alemanas e italianas allí establecidas.
El mando operativo de los submarinos se trasladó en abril de 1943 al Mando de Guerra Naval (Seekriegsleitung), aunque Dönitz mantuvo el cargo de Comandante de los U-Boote además del de Comandante supremo. La dirección organizativa de la tropa se adjudicó al segundo Almirante de Submarinos, que pasó a llamarse Almirante al mando de los U-Boote y estaba subordinado al Mando de Grupo Naval del Norte-Mando de la Flota.
Para resolver problemas de competencias, se unieron los recién citados Grupo Naval del Norte y Mando de la Flota. Dentro de la Flota, el Comandante de Acorazados se llamó desde junio de 1942 Comandante de Cruceros y desde abril de 1943 Comandante de los Grupos de Combate. En abril de 1942 apareció como nuevo mando-tipo el Mando de lanchas rápidas (Schnellboote) sustituyendo al disuelto Mando de Torpederos. Al mismo tiempo, se creó un nuevo Mando de Minadores. Aparte de estos, existían varios Mandos Supremos Navales (Marineoberkommandos, MOK) asociados por ejemplo a las Estaciones Navales del Norte y del Báltico. Este era el organigrama de la Kriegsmarine a fines de 1943:
- Mando Supremo de la Armada
  - Mando de Grupo Naval del Norte, al mismo tiempo Mando de la Flota
    - Comandante de los Grupos de Combate
    - Almirante al mando de los U-Boote
    - Jefe de Destructores
    - Jefe de Lanchas Rápidas
    - Jefe de Minadores
    - Mando Supremo Naval de Noruega
    - Mando Supremo Naval del Mar del Norte
      - Comandante de Seguridad del Mar del Norte

    - Mando Supremo Naval del Báltico 
      - Comandante de Seguridad del Báltico

    - Mando Naval Alemán en Italia
      - Jefe del Transporte Naval Alemán en Italia

  - Mando de Grupo Naval del Oeste, al mismo tiempo Almirante al mando de Francia
    - Comandante de Seguridad del Ámbito Occidental
    - Almirante al mando de la Costa del Canal
    - Almirante al mando de la Costa del Atlántico
    - Almirante al mando de la Costa del Sur de Francia

  - Mando de Grupo Naval del Sur
    - Almirante al mando del Egeo[A 2]
    - Almirante al mando del Mar del Norte[A 2]
    - Almirante al mando del Adriático[A 2]

### Cambios hasta el fin de la guerra
En el último año y medio hasta el fin de la guerra, la situación siguió cambiando en perjuicio de las armas alemanas. La Kriegsmarine reaccionó con una nueva reestructuración, cuyo fin era simplificar la estructura de mando. En la nueva organización se trató de separar claramente las unidades para que estuvieran más disponibles y operativas. Los mandos de grupo navales fueron disueltos o transformados en mandos supremos navales. El Mando de Grupo Naval del Norte se disolvió a fines de julio de 1944, quedando las fuerzas disponibles que estaban a su mando bajo el del Mando de la Flota recién restablecido. A él se subordinaban también los mandos-tipo. Como nuevo mando-tipo apareció en noviembre de 1944 el de Comandante de las Fuerzas de Seguridad, al que se subordinaban todas las tropas navales de Seguridad. Se disolvieron en consecuencia los puestos de comandante de Seguridad del Mar del Norte, Báltico y del Ámbito Occidental, quedando sus tropas en lo organizativo subordinadas al Comandante de las Fuerzas de Seguridad y en lo operativo a los comandantes del sector en que se encontraran.
Los Mandos Supremos Navales (MOK) del Mar del Norte, Báltico y Noruega, hasta entonces subordinados al Mando de Grupo Naval del Norte, pasaron a depender directamente del Mando Supremo de la Armada (OKM) y sus zonas de responsabilidad se unieron a las de los comandantes de zona correspondientes. El último Mando de Grupo Naval en ser disuelto fue el del Sur, en enero de 1945. A la vez, el Mando Naval Alemán en Italia se transformó en Mando Supremo Naval del Sur.
En octubre de 1944 el Mando de Grupo Naval del Oeste se transformó en Mando Supremo Naval del Oeste. El mando de la costa sur francesa desapareció a fines del verano de 1944 al ser ocupada aquella por los Aliados. También se disolvió en septiembre de 1944 el mando de la costa del Canal de la Mancha, a consecuencia del Desembarco de Normandía y la consecuente batalla, mientras que las posiciones y fortalezas que quedaron aisladas en Francia se subordinaron al Mando Supremo Naval del Oeste (MOK West). El puesto del Almirante al mando de la Costa Atlántica se transformó en el de Comandante de la fortaleza de La Rochelle hasta el fin de la guerra. Al MOK West se le subordinaron además de las fuerzas navales, las fortificaciones del Atlántico y todas las fuerzas del Ejército y de la Luftwaffe que quedaron encerradas en las fortificaciones.
Este fue el último organigrama de la Kriegsmarine:
- Mando Supremo de la Armada (OKM)
  - Mando de la Flota
    - Comandante de los Grupos de Combate
    - Comandante de las Fuerzas de Seguridad
    - Almirante al mando de los U-Boote
    - Jefe de Destructores
    - Jefe de Schnellboote

  - Mando Supremo Naval de Noruega
    - Almirante de la costa polar noruega
    - Almirante de la costa del Norte de Noruega
    - Almirante de la costa occidental noruega

  - Mando Supremo Naval del Mar del Norte
    - Almirante de Holanda
    - Comandante de la costa del Golfo de Alemania

  - Mando Supremo Naval del Báltico
    - Comandante de la costa occidental báltica
    - Comandante de la costa báltica central
    - Almirante del Este (Ostland)

  - Mando Supremo Naval del Oeste
    - Comandantes de Fortalezas
    - Fuerzas cercadas del Ejército y de la Luftwaffe

  - Mando Supremo Naval del Sur
  - Almirante de las unidades de combate menores (minisubmarinos)

## Desde 1945 hasta 1947
Tras morir Hitler, Dönitz quedó como su sucesor al frente del Estado, por lo que traspasó el mando de la Armada al almirante general Hans-Georg von Friedeburg. El 8 de mayo de 1945 entró en vigor la capitulación incondicional de la Wehrmacht. Puesto que los aliados occidentales no se consideraban capaces de apresar a todos los soldados alemanes y aplicar el Derecho Internacional de la Guerra, las unidades militares que aún existían fueron desarmadas, pero no disueltas, sino internadas en zonas que se les designaron. La administración de la Wehrmacht quedó como responsable del abastecimiento de sus tropas, que en el sector norteamericano se denominaron Fuerzas Enemigas Desarmadas (Disarmed Enemy Forces) y en el británico Personal Enemigo Rendido (Surrendered Enemy Personnel).
El Mando Supremo de la Armada (OKM) quedó bajo la supervisión de las fuerzas de ocupación británicas, que tras el suicidio de Friedeburg llegaron incluso a nombrarle un sucesor como comandante supremo en la persona del almirante general Walter Warzecha. El 7 de junio de 1945, Warzecha recibió del almirante Faulkner, comandante en jefe de la Fuerza Expedicionaria Naval Aliada, la orden de mantener el mando "para la administración y mantenimiento de las unidades navales y de astilleros alemanas que trabajan bajo control aliado". Estas misiones permanecieron incluso después de que el OKM fuera disuelto el 20 de julio de 1945, con las tareas de desminado de las unidades que desde entonces se llamaron Servicio Alemán de Desminado (Deutscher Minenräumdienst) y que existió hasta fines de 1947 führte. Como administrador y jefe de este servicio se nombró al contralmirante Fritz Krauss. El 31 de diciembre de 1947 se disolvió esta organización, que había sido la última sucesora de la Kriegsmarine.